# Àlex Sala Herrero
Álex Sala Herrero (nascut el 9 d'abril de 2001) és un futbolista català que juga com a migcampista defensiu al Córdoba CF.

## Carrera de club
Nascut a Viladecans, Catalunya, Sala va començar la seva carrera a la UD Viladecans abans d'incorporar-se a La Masia del FC Barcelona el 2011, als deu anys. Va deixar el club l'any 2014, i posteriorment va representar la UE Cornellà, l'EF Gavà i el CE L'Hospitalet.
Sala va debutar com a sènior amb l'Hospi el 2 de setembre de 2018, entrant com a substitut a la segona part en una victòria per 1-0 a casa de Tercera Divisió davant la UE Llagostera. El 16 de gener següent, després de cinc partits més amb el primer equip, va tornar al Barça i va ser destinat a la plantilla del Juvenil A.
Després d'acabar la seva formació, Sala no estava inscrit a l'equip B del FC Barcelona per a la campanya 2020-21, i va passar sis mesos sense jugar abans de rescindir el seu contracte amb el club el 5 de gener de 2021. Posteriorment va passar al Girona FC, sent inicialment destinat al filial de tercera divisió.
Sala va debutar amb el primer equip amb els blanquivermells el 14 de novembre de 2021, substituint Ibrahima Kebe al final d'una victòria a casa per 2-0 davant el FC Cartagena. L'11 de juliol següent, va renovar el seu contracte fins al 2025, ascendint al primer equip.
El 29 d'agost de 2022, Sala i el seu company Pau Víctor van ser cedits per un any al CE Sabadell FC de Primera Federació. L'11 de juliol de 2023, va ser cedit al Córdoba CF, també de tercera divisió, amb un contracte per un any.
El 2 de juliol de 2024, després d'ajudar el Còrdova en el seu ascens a segona divisió, Sala va signar un contracte indefinit de dos anys amb el club.